# Mario Verga
Mario Verga (Vobarno, 21 settembre 1912 – ...) è stato un calciatore italiano, di ruolo difensore.

## Carriera
Fino al 1936 ha giocato nella Falck di Sesto San Giovanni.
Nella stagione 1938-1939 ha giocato in Serie B con il Pisa, venendo riconfermato nella rosa dei toscani anche per la stagione successiva, nella quale ha disputato 27 partite nella serie cadetta ed una presenza in Coppa Italia, e per la stagione 1940-1941. Con la maglia del Pisa ha giocato in totale 68 partite, 67 delle quali in Serie B, campionato in cui ha anche messo a segno una rete. Nella stagione 1941-1942 ha giocato in prestito in Serie C alla Borzacchini Terni, con la cui maglia ha disputato 23 partite senza mai segnare; nel 1945 è stato messo in lista di trasferimento dal Pisa, terminando la carriera da calciatore.

## Palmarès

### Club

#### Competizioni regionali
- Prima Divisione: 1

Acciaierie Falck: 1934-1935